# Brevet (film)
Brevet är en amerikansk långfilm från 1940 i regi av William Wyler.

## Handling
Filmen utspelar i Malaysia. Frun till en plantage-ägare, Leslie Crosbie (Bette Davis) dödar sin älskare och får genomgå en rättegång i vilket hon samt advokaten Howard Joyce (James Stephenson) blir tvungna att köpa ett brev skrivet av Leslie för att undvika att affären uppdagas.

## Rollista
- Bette Davis – Leslie Crosbie
- Herbert Marshall – Robert Crosbie
- James Stephenson – Howard Joyce
- Gale Sondergaard – Mrs. Hammond
- Frieda Inescort – Dorothy Joyce
- Bruce Lester – John Withers
- Sen Yung – Ong Chi Seng

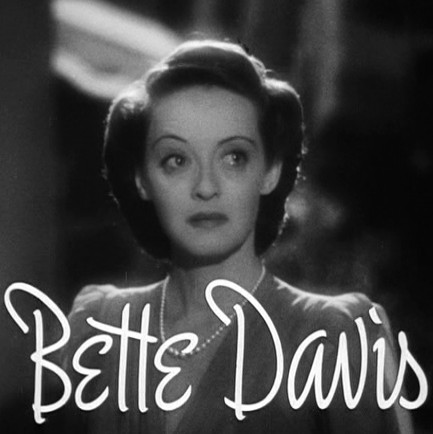
Bette Davis – Leslie Crosbie

- Elizabeth Inglis – Adele Ainsworth
- Cecil Kellaway – Prescott
- Doris Lloyd – Mrs. Cooper
- Willie Fung – Chung Hi
- Tetsu Komai – Head Boy

## Oscarsnomineringar
- Bästa film
- Bästa regi
- Bästa kvinnliga huvudroll (Bette Davis)
- Bästa manliga biroll (James Stephenson)
- Bästa filmmusik
- Bästa klippning
- Bästa foto